# Dekanat Narol
Dekanat Narol – jeden z 19 dekanatów w rzymskokatolickiej diecezji zamojsko-lubaczowskiej.

## Parafie
- Horyniec-Zdrój – pw. Niepokalanego Poczęcia Najświętszej Maryi Panny (Franciszkanie Konwentualni)
  - Horyniec-Zdrój – kościół sanatoryjny pw. bł. Jakuba Strzemię
  - Nowiny Horynieckie – kaplica św. Antoniego
  - Wólka Horyniecka – kaplica pw. św. Alberta Adama Chmielowskiego
  - Radruż – kalica pw. Matki Bożej Śnieżnej
  - Dziewięcierz – kaplica w cerkwi
- Huta Różaniecka – pw. Chrystusa Króla
  - Paary – kościół filialny pw. św. Apostołów Piotra i Pawła
- Lipsko – pw. św. Andrzeja Apostoła
  - Huta-Złomy – kościół filialny pw. Matki Bożej Częstochowskiej
- Łukawica – pw. Matki Bożej Śnieżnej
  - Wola Wielka – kościół filialny
- Narol – pw. Narodzenia Najświętszej Maryi Panny
  - Dębiny – kościół filialny pw. Najświętszego Serca Maryi
  - Podlesina – kościół filialny pw. św. Apostołów Piotra i Pawła
- Nowe Brusno – pw. Nawiedzenia Najświętszej Maryi Panny
- Płazów – pw. św. Michała Archanioła
  - Łówcza – kościół filialny pw. Matki Bożej Bolesnej
- Ruda Różaniecka – pw. św. Antoniego
- Werchrata – pw. św. Józefa
  - Moczary – kościół filialny
  - Prusie – kościół filialny pw. Narodzenia Najświętszej Maryi Panny

## Zgromadzenia zakonne
- Horyniec-Zdrój – oo. Franciszkanie Konwentualni (XVII w.)
- Narol – ss. Felicjanki (1946)
- Pizuny – ss. Albertynki (2007)
- Ruda Różaniecka – ss. Józefitki (1960)